# Basilique San Pietro ad Aram
Pour les articles homonymes, voir Aram.
La basilique San Pietro ad Aram (en italien : basilica di San Pietro ad Aram) est une église de Naples dont l'origine très ancienne date probablement du Ier siècle.
Selon la tradition, l'église conserve l'Ara Petri, un autel sur lequel pria saint Pierre lors de son passage à Naples. La basilique se trouve dans le cœur historique de la ville et, jusqu'au XIXe siècle, elle était bordée par le cloître monumental du cloître San Pietro ad Aram.

## Histoire
Vu l'ancienneté de la basilique, le pape Clément VII lui accorda le privilège de célébrer le jubilé une année après celui de Rome, afin d'éviter une foule excessive dans la ville éternelle et au peuple napolitain d'accomplir un long voyage. Les jubilés suivants furent célébrés en 1526 et en 1551 et enfin en 1576. Le pape Clément VIII a aboli ce privilège au XVIIe siècle.
Selon la légende, l'église serait née sur le lieu où saint Pierre avait baptisé sainte Candide (it) et Aspren, les premiers Napolitains convertis comme représentés par la fresque du narthex récemment attribué à Girolamo da Salerno.
Dans le narthex se trouve également un autel en marbre avec l'inscription Angioina et des petites colonnades suèves, surmontées du baldaquin de Giovan Battista Nauclerio.
L'église actuelle est le fruit d'une restructuration du XVIIe siècle à partir d'un dessin de Pietro de Marino et Giovanni Mozzetta.
C'est à la fin du XXe siècle qu'eurent lieu les travaux de Risanamento[Passage contradictoire]. Les chapiteaux du cloître détruit de San Pietro ad Aram d'époque aragonaise furent transférés dans le sacello de l'église Sant'Aspreno al Porto, piazza Borsa.
Le portail de l'entrée secondaire (XVIe siècle) qui permet d'accéder à l'église est en pierre sculptée de motifs végétaux et provient du Conservatorio dell'Arte della Lana qui était situé vico Miroballo, démoli à la suite des travaux de restauration.

## L'intérieur
L'intérieur de la basilique est à nef unique, à croix latine.
Sur l'autel de la première chapelle de droite on trouve le bas-relief avec la Madonna delle Grazie de Giovanni da Nola ; le tableau avec le Giubileo est de Wenceslas Cobergher (1594).
Dans le transept droit le Saint Raphaël est de Giacinto Diano, le Baptême du Christ de Massimo Stanzione, et la Madonna con San Felice da Cantalice de Andrea Vaccaro.
Dans le presbytère se trouvent deux toiles de jeunesse de Luca Giordano : San Pietro e San Paolo si abbracciano prima di andare al martirio et La consegna delle chiavi.
Le chœur (1661) est de Giovan Domenico Vinaccia.
On trouve dans les autres chapelles des peintures de Sarnelli, Pacecco de Rosa, Giacinto Diano, Cesare Fracanzano et Nicola Vaccaro.

### La crypte
Le transept gauche qui permet de descendre dans la crypte, à la suite de la restauration de l'an 1930 se révéla être une église paléochrétienne où ont été aussi découvertes des catacombes. Celle-ci comporte trois nefs, avec des colonnes monolithiques en marbre.

## Galerie

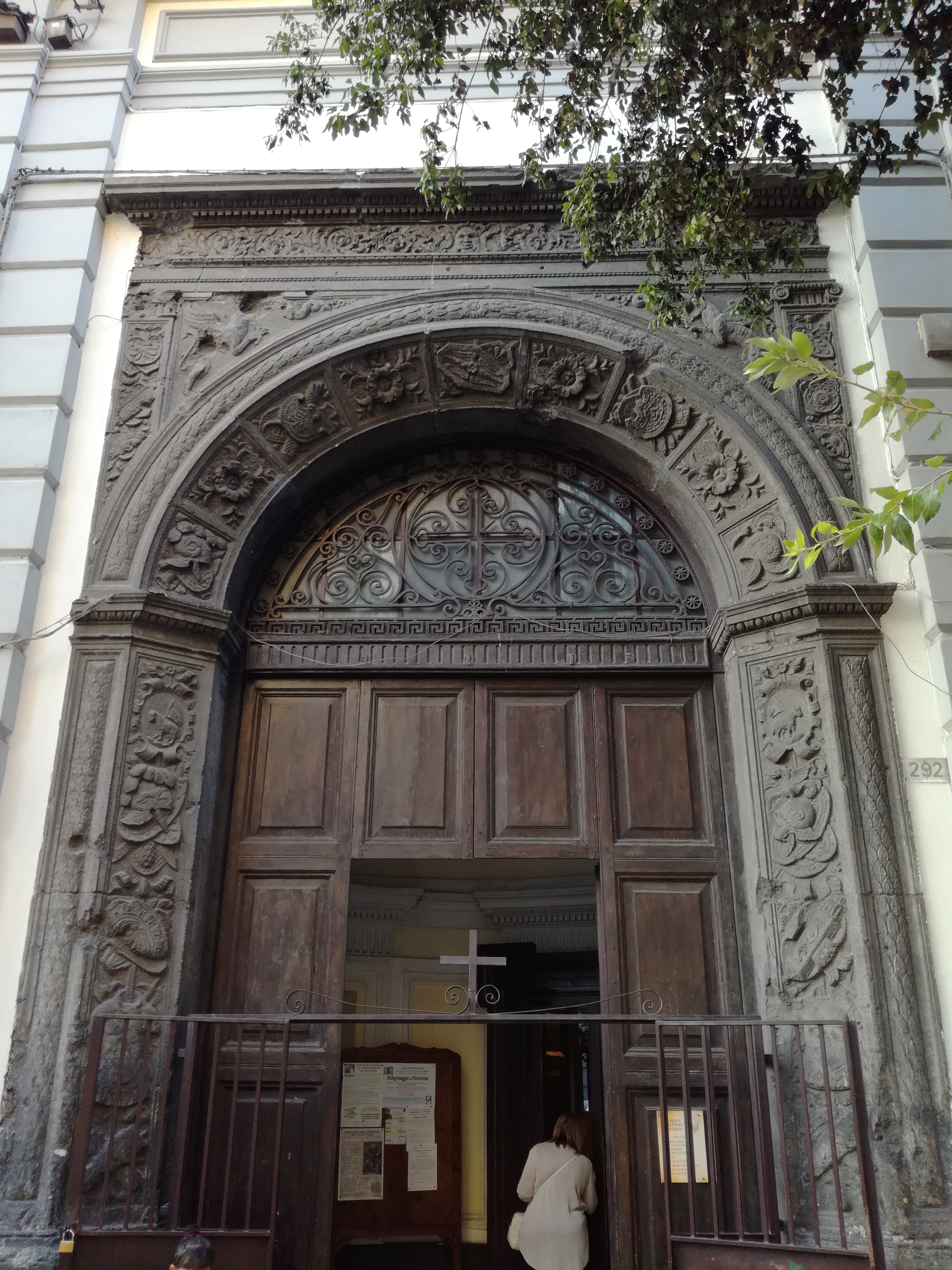
Portail.
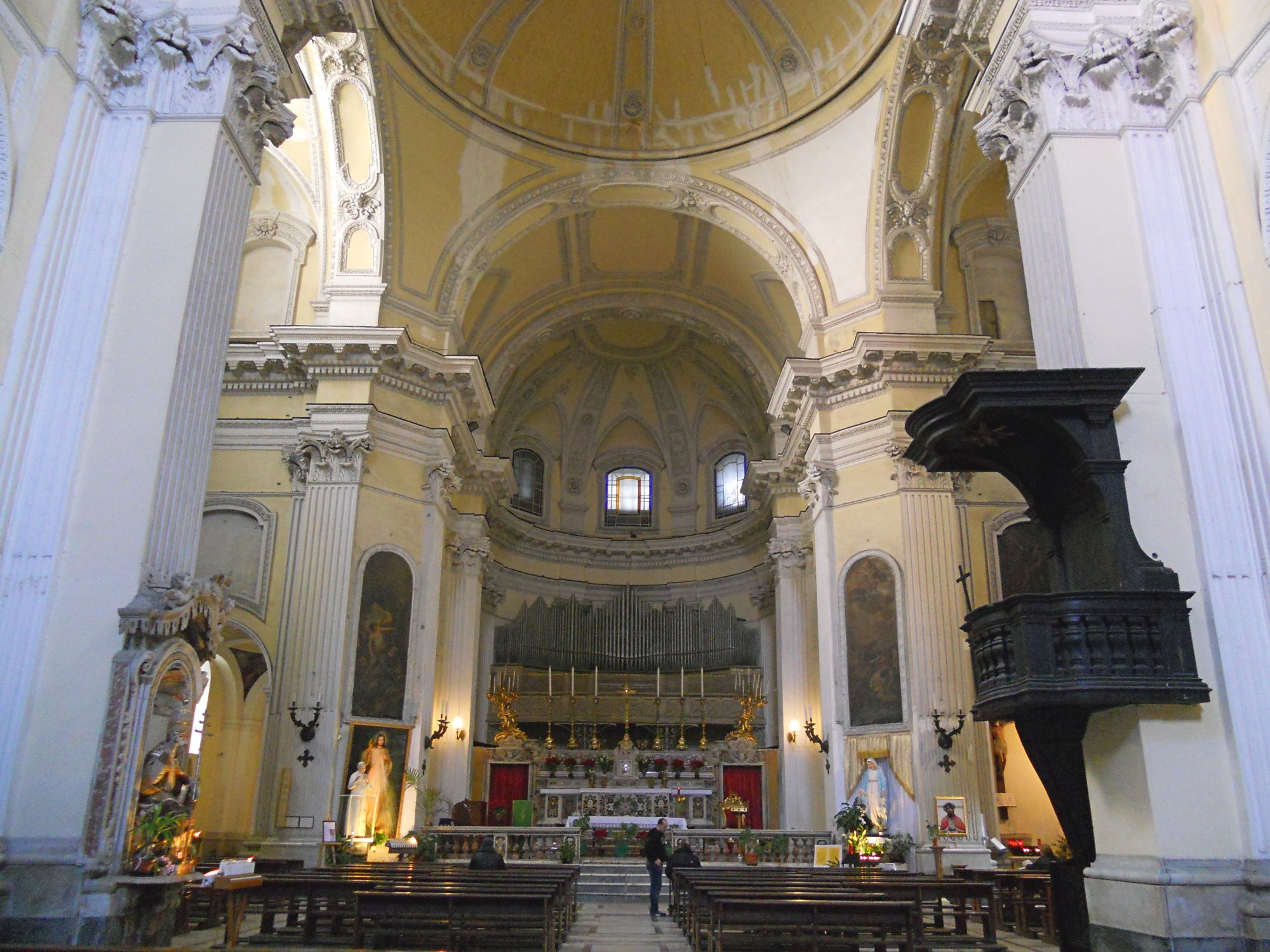
Chœur et transept.
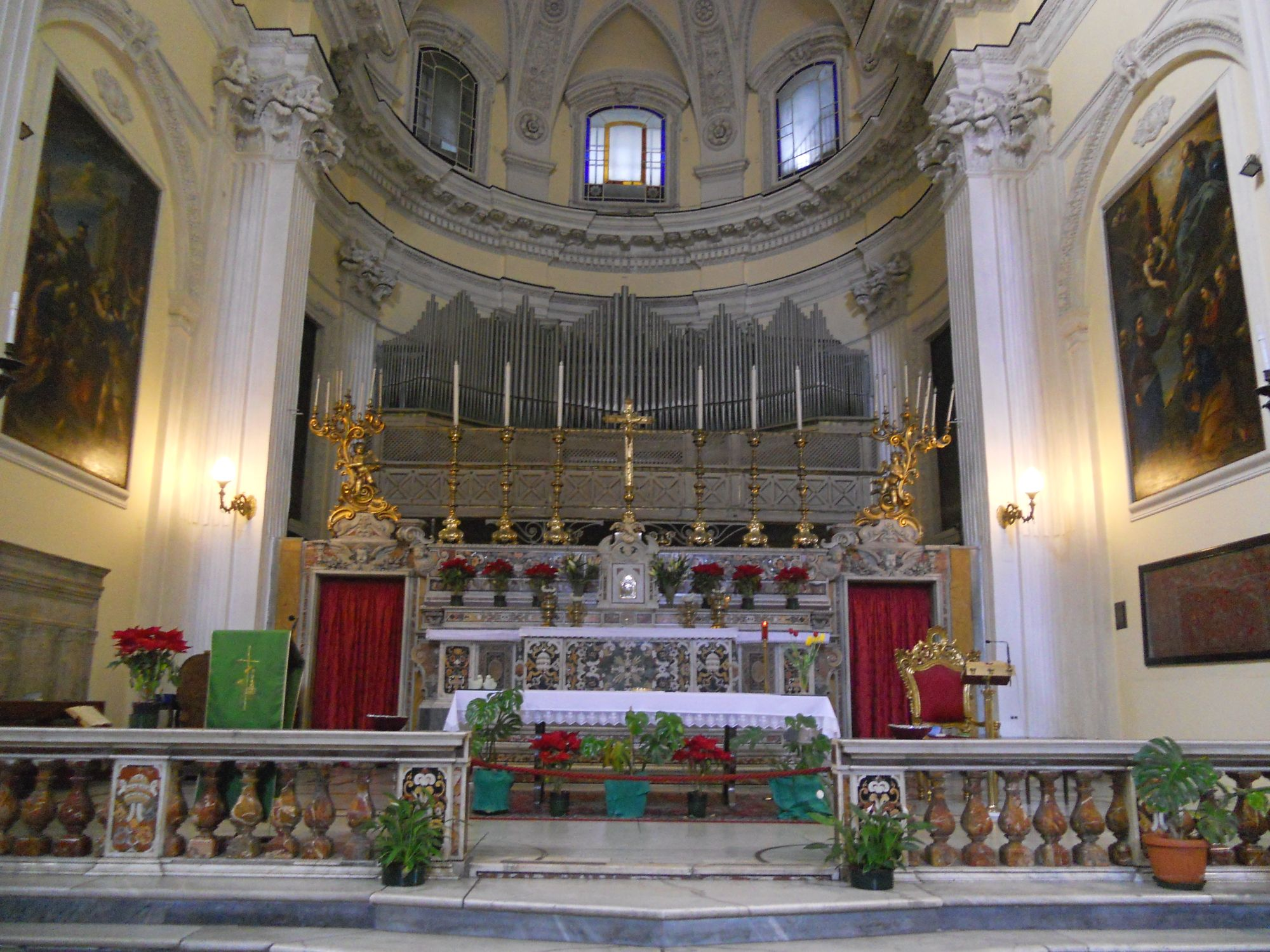
Maître-autel.
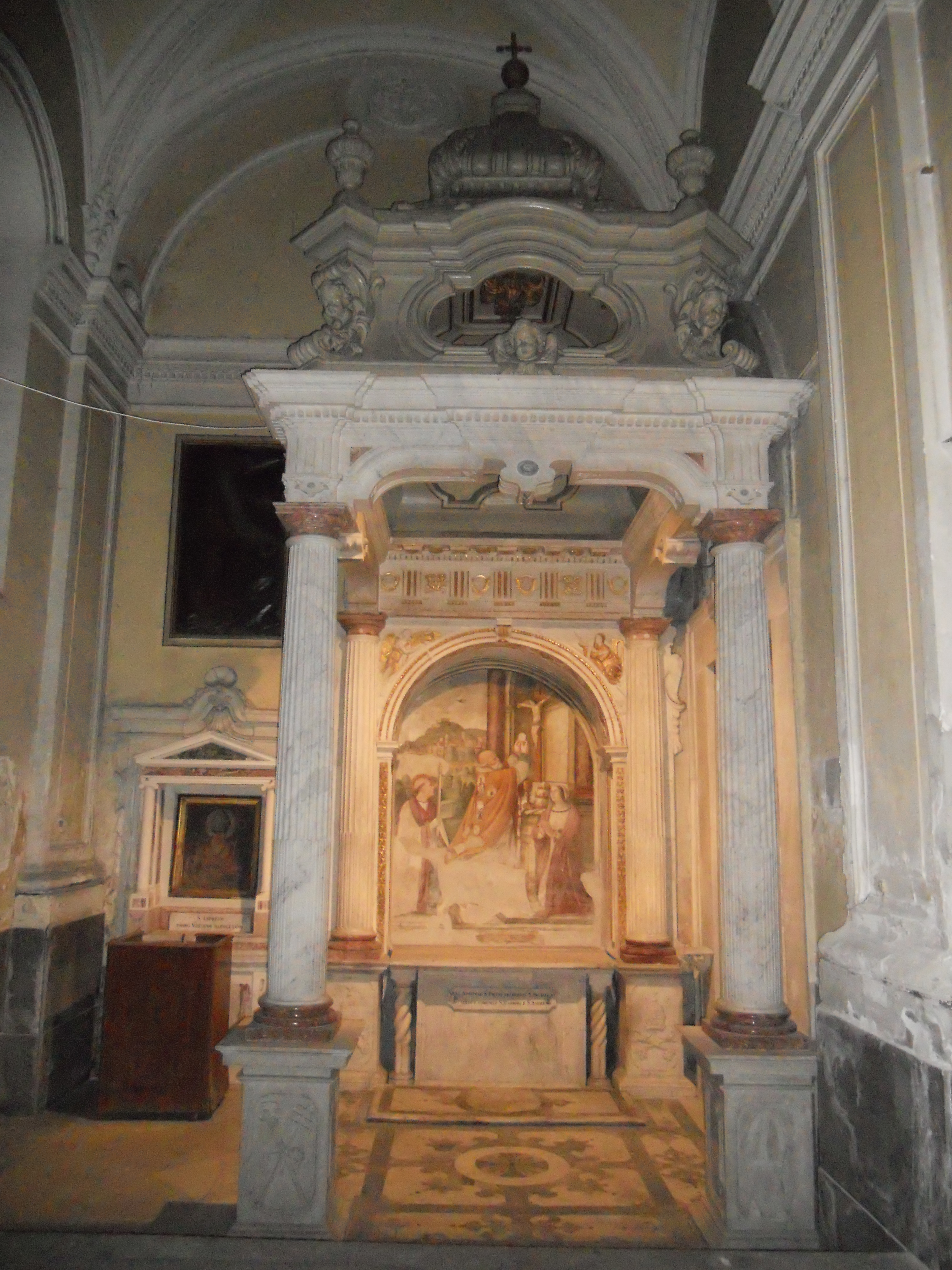
Chapelle Sant'Aspreno.

## Sources
- (it) Cet article est partiellement ou en totalité issu de l’article de Wikipédia en italien intitulé « Basilica di San Pietro ad Aram » (voir la liste des auteurs).